# Одоевский, Иван Иванович (1792—1814)
Иван Иванович Одоевский (1792, Лукино, Богородский уезд, Московская губерния, Российская империя — 29 января 1814, Бриенн-ле-Шато, Об, Французская империя) — князь, офицер кавалерии, поручик.

## Биография
Родился в 1792 году в имении Лукино в семье генерал-поручика Ивана Ивановича Одоевского и его супруги Анастасии Ивановны Измайловой, дочери генерал-майора И. И. Измайлова.
С началом Отечественной войны 1812 года волонтёром вступил с чином корнета в Белорусский гусарский полк в составе 2-й бригады 6-й кавалерийской дивизии 3-го корпуса генерал-лейтенанта Александра Львовича Воинова Дунайской армии. Под командой подполковника Ивана Кузьмича Даниловича сражался при Любомле, Березине и при взятии Вильно.
Принимал участие в Заграничных походах 1813—1814 годов, сражался при Калише, Люцене, Бауцене, Кацбахе и Лейпциге.

29 января 1814 года убит в сражении при Бриенне в возрасте 21 года.